# Adalgisa Rodrigues Cavalcanti
Adalgisa Rodrigues Cavalcanti (Canhotinho, 28 de julho de 1907 — 26 de abril de 1998) foi uma ativista e política brasileira filiada ao Partido Comunista Brasileiro (PCB). Foi a primeira deputada estadual de Pernambuco.

## Vida
Adalgisa nasceu em 28 de julho de 1907, em Glicério, no município de Canhotinho. Seus pais eram pequenos proprietários de terra e sua mãe faleceu enquanto Adalgisa tinha 11 meses de idade. Foi adotada pelos tios e na adolescência se mudou para o Recife, onde trabalhou como empregada doméstica, vendedora e representante comercial.
Seu engajamento na política começa em 1930, quando apoiou o movimento da Aliança Liberal. Em 1935, participou da comissão de solidariedade aos presos políticos da Intentona Comunista, sendo presa no ano seguinte. Essa foi a primeira de 20 detenções que teve em sua vida.
No fim do Estado Novo, o Partido Comunista Brasileiro (PCB) foi legalizado, razão pela qual Adalgisa pôde se filiar em 1945. Como apenas cursou o ensino primário, recebeu uma educação complementar do partido como parte dos requisitos para filiação. No final do mesmo ano, lançou candidatura à Assembleia Legislativa de Pernambuco e foi eleita. Tomou posse em janeiro de 1946, tornando-se a primeira mulher a ocupar uma cadeira naquela Assembleia. Propôs o único projeto dessa época que visou a população feminina, o qual solicitava abono familiar do Estado às mães que tinham algum cargo público.
Com a intensificação do anticomunismo no Brasil em função da Guerra Fria, o Tribunal Superior Eleitoral (TSE), em 1947, decidiu cancelar o registro do PCB por haver irregularidades em seu estatuto e por ser de cunho internacionalista. Em janeiro de 1948, todos os filiados do partido tiveram seus mandatos cassados, encerrando assim a curta carreira política de Adalgisa. No entanto, ela manteve seu ativismo e continuou engajada em movimentos sociais até próximo dos seus últimos decênios de vida.

## Morte
Adalgisa morreu em 26 de abril de 1998, em Recife. Teve seu corpo velado na Assembleia Legislativa de Pernambuco, na qual recebeu homenagens de políticas nacionais como Luísa Erundina e Kátia Born.

## Legado
O pioneirismo de Adalgisa Cavalcanti é lembrado como símbolo pelas deputadas estaduais que compõem a bancada feminina da Alepe. Em 2016, a então presidente da Comissão de Defesa dos Direitos da Mulher, Simone Santana, criou a ação formativa Mulheres na Tribuna - Adalgisa Cavalcanti, em sua homenagem. Por meio da iniciativa, mulheres de todo o Estado participam de um dia de atividades no Legislativo Estadual, que incluem participação na sessão plenária, visita guiada ao Palácio Joaquim Nabuco e ação formativa que inclui reflexões sobre a participação feminina na política. Ao longo do dia, as participantes escutam a história de Adalgisa Cavalcanti e de seu legado na política pernambucana.